# Víctor Alderete
Víctor Adrián Alderete (Buenos Aires, 28 de noviembre de 1932) es un abogado y político argentino conocido mayormente por su actuaciones como interventor y luego presidente del PAMI (Programa de Atención Médica Integral) entre el 15 de enero de 1997 y el 15 de diciembre de 1999, durante la segunda presidencia de Carlos Menem (entre 1995 y 1999).

## PAMI
La figura de Víctor Adrián Alderete es recordada por haber llegado a su cargo de presidente en un período de crisis en el sistema previsional, salpicado por causas de corrupción que involucraron a todos sus antecesores, desde Saúl Bouer a Matilde Menéndez.
Sucedió al interventor Alejandro Bramer Markóvic, en enero de 1997. Según cuenta una anécdota, en 1994 el presidente Menem había ordenado que quería que el PAMI estuviera a cargo de Alderete, pero su secretario general Eduardo Bauzá malinterpretó el nombre y puso en el cargo a Carlos Alderete.
En 1997, anunció al asumir el cargo que la deuda del PAMI ascendía a 1200 millones de pesos/dólares. De los cuales, 700 millones era en favor de los prestadores. Respecto de la situación del personal del instituto, cuya planta era de 11 700 agentes más 2000 médicos de cabecera, Alderete redujo en 2800 empleados mediante el plan de retiros voluntarios aplicado durante su corta gestión.
Otra de sus primeras propuestas fue la creación de «aldeas geriátricas» en el interior del país,
Seis meses después, en febrero de 1998, Víctor Alderete fue procesado por casos de corrupción, junto con los anteriores interventores del PAMI.Ese año denunció al entonces empresario y juez Ricardo Lorenzetti, de crear una prestadora del PAMI en la ciudad de Rafaela (provincia de Santa Fe) que habría monopolizado la atención de la salud de los jubilados en esa ciudadref>{{cita web |url=https://www.clarin.com/politica/PAMI-denuncian-negocios-Lorenzetti_0_rJrdq5WsDmx.html |título=PAMI: denuncian negocios de Lorenzetti |obra=Diario Clarín |fecha
También sufrió dos paros generales de las clínicas que trabajaban para el PAMI, dando atención a los jubilados,
En las elecciones presidenciales de 1999, en las que fue elegido presidente Fernando de la Rúa, Alderete fue removido de su cargo y reemplazado por un conjunto de interventores, encabezados por Cecilia Felgueras. Posteriormente Felgueras también fue imputada ante la Justicia por supuesto fraude en la compra de medicamentos para la obra social, junto con los ex interventores Horacio Rodríguez Larreta y Daniel Tonietto, a partir de la denuncia de la Federación Argentina de Cámaras de Farmacias (FACAF) que los acusaba de ejercer favoritismo hacia Farmacéuticos Argentinos S.A. (FASA) el año último; en un concurso para la adquisición y aplicación de la vacuna antigripal.
El 17 de octubre de 2019 fue condenado a tres años y medio de prisión domiciliaria con tobillera electrónica por el pagó allí cuatrocientos mil dólares por la impresión de librosTras el juicio a Alderete la justicia dictamino la falta de mérito junto a otras 13 personas que estaban imputadas, siendo sobreseído por el juez Rodolfo Canicoba Corral.15

## Entrevistas
- «Alderete habla maravillas de su PAMI», artículo del 12 de mayo de 1999 en el diario La Nación.
- «Alderete: “Los jubilados me quieren mucho”», artículo del 23 de mayo de 1999 en el diario La Nación.
- «Alderete: “PAMI es transparente”», artículo del 18 de julio de 1999 en el diario La Nación.

- Datos: Q6165373
- Multimedia: Víctor Alderete / Q6165373